# Maryse Hilsz
Maryse Hilsz (ur. 7 marca 1903, zm. 30 stycznia 1946), nazywana Marie-Luise – francuska pilotka, pionierka francuskiego lotnictwa. Była modystką zafascynowaną awiacją. Z czasem stała się jednym z najlepszych pilotów, zdobyła wiele nagród i tytułów.

## Początki kariery
W młodości była modystką w Lavallois-Perret. Zafascynowana lotnictwem, w 1924 r. rozpoczęła pierwszy kurs spadochroniarski, pierwszy raz wzbijając się w powietrze. Następnie angażowała się w spadochroniarstwie pokazowym. W karierze oddała ponad 112 skoków. W 1930 r. uzyskała licencję pilota. W krótkim czasie stała się jednym z najlepszych pilotów.

## Życie prywatne
Na początku lat 30. spotkała na swojej drodze życiowej innego pilota, André Salelema, z którym weszła w długi, pełen emocji związek. Nie doszło do zawarcia związku małżeńskiego, ponieważ para nie chciała kończyć swojej kariery i zmieniać stylu życia z ryzykownego i pełnego adrenaliny, na spokojne, rodzinne życie. Przeżyła tragiczne chwile, kiedy 18 czerwca 1934 r. jej partner i jego mechanik Roger Robin zginęli w Châteaufort podczas wykonywania drugiego oblatywania testowego prototypu samolotu bojowego F 420-07 Farmana.

## Kariera wojskowa

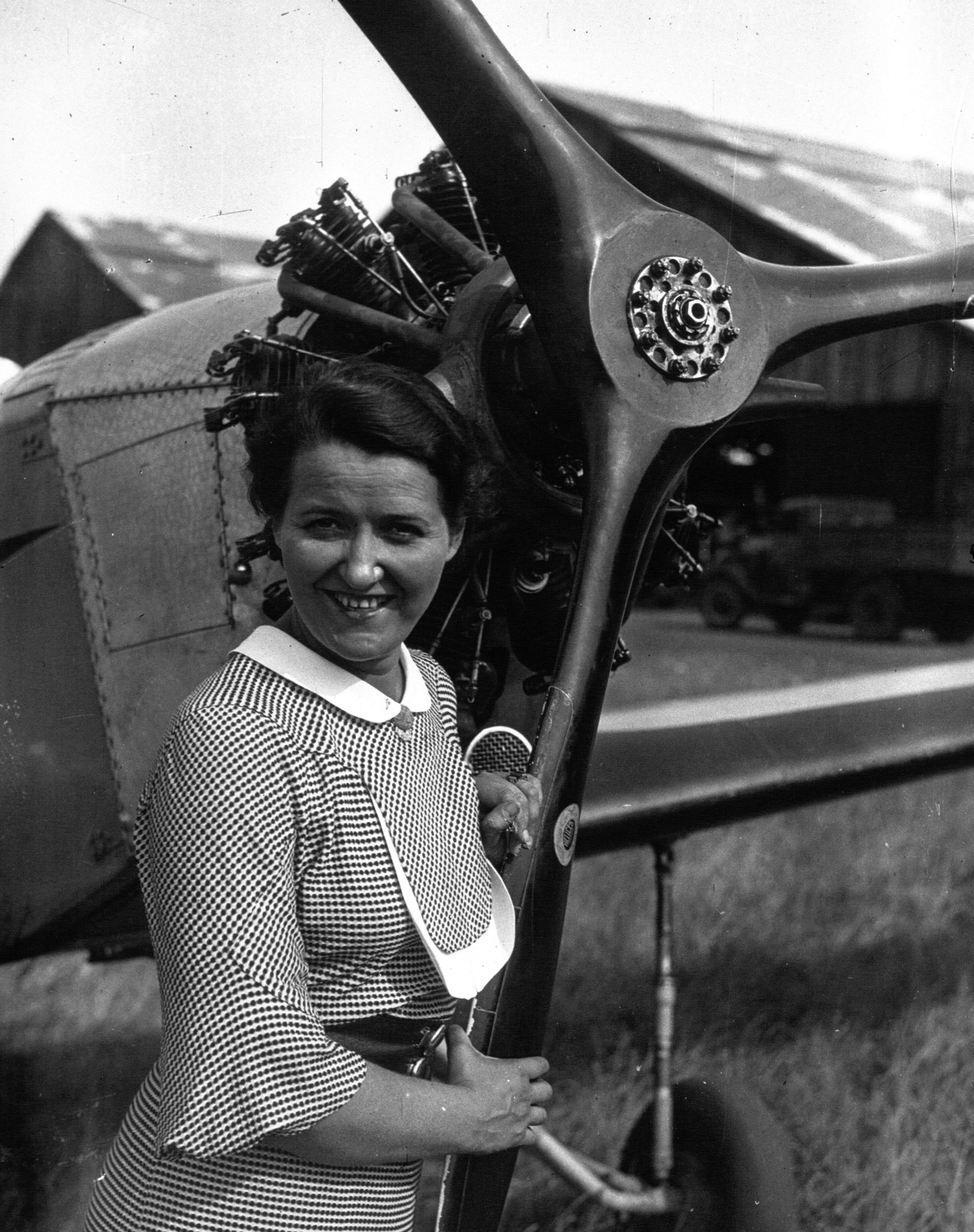

W 1941r. wstąpiła do francuskiego ruchu oporu. W 1945 r. jako jedna z francuskich kobiet pilotów, razem z m.in. Maryse Bastié została rekrutowana do korpusu żeńskich pilotów bojowych. Powstał on z inicjatywy ówczesnego ministra Sił Powietrznych Charles`a de Gaulle`a. Eksperyment rekrutacji kobiet do sił powietrznych został jednak przerwany w 1946 r. Następnie Maryse Hilsz awansowała do stopnia podporucznika. Została przydzielona do Grupy Ministerialnych Związków Powietrznych (Groupe de Liaisons Aériennes Ministérielles – GLAM). GLAM przeznaczony był do ochrony samolotów rządowych i wojskowych. 30 stycznia 1946 r., samolot pilotowany przez Hilsz, rozbił w okolicach Bour-en-Bresse z powodu fatalnych warunków atmosferycznych. Podporucznik Hilsz zginęła na miejscu.

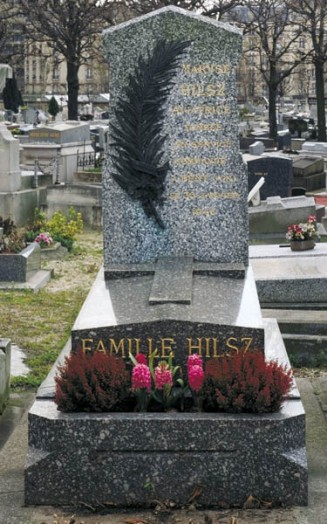
Grób rodzinny

## Osiągnięcia
- 9 listopada 1931 – ustanowienie rekordu w lotach długodystansowych na trasie Paryż-Sajgon-Paryż
- 19 sierpnia 1932 – pobicie rekordu wysokościowego (wzniosła się na wysokość 10 000 m)
- 28 kwietnia 1934 – pobicie rekordu dystansowego oraz rekordu szybkości na trasie rajdu Paris-Tokyo-Paris (30 000 km)
- 17 czerwca 1934 – pobicie rekordu świata wysokości wśród kobiet na Morane, na wysokości 11 800 metrów
- 1935 r. – zdobycie pucharu Hélène Boucher, po pokonaniu trasy Paryż –Cannes w czasie 2 godz. 29 min
- 1936 r. – zdobycie pucharu Hélène Boucher, po pokonaniu trasy Paryż –Cannes w czasie 1 godz. 52 min
- 23 czerwca 1936 – wzniesienie się na wysokość 14 310 m na samolocie śmigłowym, wydarzenie nie powtórzone przez żadną inną kobietę
- 23 grudnia 1937 – pobicie rekordu szybkości francuskiego pilota d'André Japy po przeleceniu z Paryża do Sajgonu w mniej niż 4 dni